# Синдром Рейфенштейна
Синдро́м Рейфенште́йна (синдром частичной нечувствительности к андрогенам (СЧНкА)) — состояние, которое приводит к частичной неспособности клеток организма реагировать на андрогены. Тип наследования — Х-сцепленное рецессивное. Частичная невосприимчивость клетки к присутствию андрогенных гормонов нарушает маскулинизацию мужских половых органов у развивающегося плода, а также развитие вторичных половых признаков у мужчин в период полового созревания, но не оказывает существенного влияния на развитие женских половых органов. Таким образом, нечувствительность к андрогенам клинически значима только тогда, когда она встречается у генетических мужчин (то есть у людей с Y-хромосомой или, более конкретно, с геном SRY). Клинические признаки включают гениталии неопределённого типа при рождении и первичную аменорею с клитомегалией. Мюллеровых структур у пациента нет.
СЧНкА является одной из трёх категорий синдрома нечувствительности к андрогенам (СНкА), поскольку СНкА дифференцируется в зависимости от степени маскулинизации половых органов: синдром полной нечувствительности к андрогенам (когда наружные гениталии имеют женский фенотип); синдром легкой нечувствительности к андрогенам (когда наружные гениталии имеют мужской фенотип) и синдром частичной нечувствительности к андрогенам (когда наружные гениталии частично, но не полностью, маскулинизированы). Синдром нечувствительности к андрогенам — это наиболее частая причина гениталий промежуточного типа у людей с кариотипом 46.XY.
Существуют разные мнения о методах лечения пациентов с СЧНкА. Лечение может включать необратимые и далеко идущие хирургические операции, такие как гонадэктомия, а также заместительную гормональную терапию или вагинопластику.

## Симптомы
Для постановки диагноза используется шкала Куигли СЧНкА диагностируется, когда степень андрогенной нечувствительности у индивидуума с кариотипом 46, XY достаточно велика, чтобы частично предотвратить маскулинизацию гениталий, но не настолько велика, чтобы полностью её предотвратить. Это включает любой фенотип, возникающий в результате нечувствительности к андрогенам, когда гениталии частично, но не полностью маскулинизированы. Состояние обычно выявляется во время клинического обследования при рождении, и, следовательно, диагноз СЧНкА может быть поставлен сразу во младенчестве как часть дифференциально-диагностического обследования.
Распространена недостаточная вирилизация в пубертатный период, включая гинекомастию и недостаточное развитие волос на теле. Фаллическая структура варьируется от полового члена с различной степенью уменьшения размера и гипоспадией до слегка увеличенного клитора. Вольфианские структуры (эпидидимиды, семявыносящие протоки и семенные пузырьки), как правило, частично или полностью развиты. Простата, как правило, недоразвита. Были зарегистрированные случаи наличия у пациента мюллеровых производных структур.
Гонады у людей с СЧНкА являются яичками, независимо от фенотипа; на эмбриональной стадии развития яички образуются в андроген-независимом процессе, который происходит из-за влияния гена SRY на Y-хромосоме. Крипторхизм является распространённым явлением, и несёт с собой 50% риск развития злокачественных опухолей зародышевых клеток. Если яички расположены внутриутробно, все же может существовать значительный риск развития злокачественных клеток, но ещё не было опубликовано исследований, которые бы позволили оценить этот риск.
Преимущественно мужские фенотипы различаются по степени недомаскулинизации гениталий и включают микропенис, chordee, bifidscrotum и / или псевдовагинальную перинеоскротальную гипоспадию. Импотенция может быть довольно распространённой, в зависимости от фенотипических особенностей; в одном исследовании из 15 мужчин с СЧНкА, 80% опрошенных указали, что у них была некоторая степень импотенции. Преимущественно женские фенотипы включают разную степень слияния половых губ и клиторомегалию. Фенотипы с промежуточными состояниями включают фаллические структуры, которые является промежуточными между клитором и пенисом, и одно отверстие, которое соединяется как с мочеиспускательным каналом, так и с влагалищем (то есть с урогенитальным синусом). При рождении, возможно, не удастся сразу же дифференцировать внешние гениталии людей с СЧНкА как мужские или женские, хотя большинство людей с СЧНкА воспитывают как мужчин. 
Учитывая широкое разнообразие фенотипов, связанных с СЧНкА, диагноз часто уточняется путем оценки маскулинизации гениталий при помощи шкалы Куигли.
- Степень 2, самая легкая форма СЧНкА, характеризуется преимущественно мужским фенотипом, который характеризуется незначительными признаками нечувствительности к андрогенам, такими как изолированная гипоспадия[1][3]. Гипоспадия может проявляться с частично сформированным каналом от отверстия уретры до головки[3][32]. До недавнего времени считалось, что изолированный микропенис не является проявлением СЧНкА[1]. Однако, в 2010 году были зарегистрированы два случая СЧНкА с изолированным микропенисом[33].
- Степень 3, наиболее распространённая фенотипическая форма СЧНкА[1][27], характеризуется преимущественно мужским фенотипом, который более выражен в недостаточной степени маскулинизации и обычно проявляется микропенисом и псевдовагинальной перинеоскротальной гипоспадией с bifidscrotum[3].
- 4-й класс представлен неоднозначным фенотипом, включая фаллическую структуру, которая является промежуточной между клитором и пенисом[3]. Мочеиспускательный канал обычно открывается в общий канал с влагалищем (то есть с урогенитальным синусом)[3].
- Степень 5, форма СЧНкА с наибольшей степенью нечувствительности к андрогенам, имеет преимущественно женский фенотип, включая отдельные уретральные и вагинальные отверстия, но также демонстрирует признаки легкой маскулинизации, включая легкую клиторомегалию и / или частичное слияние губ[1][3].

Раньше ошибочно считалось, что люди с СЧНкА всегда бесплодны. Однако, опубликован как минимум один отчёт о случаях СЧНкА с описанием фертильных мужчин, которые соответствуют критериям СЧНкА 2 степени (микропенис, гипоспадия полового члена и гинекомастия).

### Сопутствующее заболевание
Все формы андрогенной нечувствительности связаны с бесплодием, хотя были зарегистрированы исключения как для легкой, так и для частичной форм.
СЧНкА связан с 50% риском злокачественных новообразований половых клеток, когда яички не опущены. Если яички расположены внутриутробно, все же может существовать значительный риск развития злокачественных клеток. Некоторые мужчины с СЧНкА могут испытывать сексуальную дисфункцию, включая импотенцию. Несколько АР мутаций, которые вызывают СЧНкА, также связаны с раком простаты и молочной железы.
Гипоплазия влагалища, относительно частое явление при СПНкА и некоторых формах СЧНкА, связана с сексуальными трудностями, включая трудности с проникновением во влагалище и диспареунию.
Есть признаки того, что люди с интерсекс-состоянием могут быть более склонны к психологическим трудностям, по крайней мере, частично из-за родительских взглядов и поведения. Профилактическое долгосрочное психологическое консультирование для родителей, а также для затронутых лиц должно быть начато во время диагностики. Более поздние исследования, основанные на опросах людей с интерсекс-вариациями, указывают на необходимость большей защиты семьи от вмешательства и большей поддержки семьи.
Считается, что продолжительность жизни не зависит от СНкА.

## Лечение
Лечение СЧНкА в настоящее время ограничивается симптоматическим лечение; методы для исправления неправильного белка рецептора андрогена, который является результатом мутации гена АР, в настоящее время недоступны. Области лечения включают выбор пола, генитопластику, гонадэктомию в связи с риском опухоли, заместительную гормональную терапию и генетическое и психологическое консультирование. По-прежнему часто проводятся несогласованные с пациентом хирургические вмешательства, однако увеличивается количество свидетельств появления психологических травм от таких действий.

### Выбор пола
Решение о том, воспитывать ли человека с СЧНкА в качестве мальчика или девочки, может быть не очевидным; 3 и 4 стадии, в частности, обладают фенотипом, который может быть трудно классифицировать как преимущественно мужской или женский, а некоторые стадии будут неспособны к вирилизации в период полового созревания. Родители таких новорожденного должны избегать поспешно сделанного гендерного выбора. В старых руководствах не рекомендуется ждать, пока ребёнок сможет принять решение самостоятельно. Считалось, что ключевые значение, связанные с выбором пола имеет вид гениталий, степень, в которой ребёнок может вирилизироваться в период полового созревания, возможные варианты хирургии и сексуальную функцию гениталий после проведения операций, сложность генитопластики, потенциал фертильности, и прогнозируемая гендерная идентичность ребёнка. Однако, в последнее время медицинское сообщество считает необходимым учитывать интересы самих интерсекс-людей.
На психосексуальное развитие влияют многие факторы, в том числе время, количество и тип воздействия андрогенов, функциональность рецепторов и окружающая среда, и поэтому их трудно предсказать. Гендерная идентичность начинает развиваться в возрасте до 3 лет, хотя самый ранний возраст, в котором она может быть надёжно оценена, ещё не определён. Приблизительно 25% людей с СЧНкА недовольны назначенным им полом, независимо от того, воспитывались ли они как мужчины или женщины. В одном исследовании сообщается, что людей с кариотипом 46,XY, родившиеся с микропенисом и без гипоспадии, лучше воспитывать как мужчин, однако есть зафиксированные случаи успешного выбора для таких людей женского пола. Исследования с участием более промежуточных фенотипических форм СЧНкА менее однозначны. Известно, что гомосексуальность (по отношению к назначенному полу) и гендерная дисфория чаще встречаются у людей с СЧНкА. Если ребёнок действительно выражает гендерную дисфорию, следует обратиться к психологу, имеющему опыт ведения интерсекс-пациентов. Если чувство гендерной дисфории сохраняется, следует приступить к смене пола.
Способность к вирилизации можно оценить путем измерения ответа на экзогенные андрогены; в некоторых исследованиях измеряли рост фаллоса в ответ на экзогенный тестостерон или дигидротестостерон, в то время как в других исследованиях измеряли изменение связывающего половые гормоны глобулина в ответ на искусственный андроген станозолол для оценки чувствительности к андрогенам. Некоторые эксперты предупреждают, что ещё предстоит доказать, что хороший ответ на экзогенные андрогены у новорожденных является хорошим предиктором андрогенного ответа в период полового созревания. Если мутация в гене АР обнаружена, важно определить, является ли мутация наследственной или de novo (то есть соматической мутацией); определённое количество андрогенного рецептора wild-type будет присутствовать в случаях соматической мутации, которая может вызывать вирилизацию в период полового созревания. Исследование фибробластов кожи половых органов и тест на стимуляцию хорионическим гонадотропином (ХГЧ) у человека также могут предоставить информацию, полезную для оценки способности к вирилизации.

### Генитопластика
Генитопластика, в отличие от выбора пола, может быть необратимой, и нет никаких гарантий, что гендерная идентичность взрослых будет совпадать с назначением полом, несмотря на хирургические вмешательства и операции на гениталиях. За последние несколько десятилетий профессионалы, группы самопомощи и интерсекс-люди представили различные мнения по поводу необходимости генитопластики. Необходимо учитывать, какие условия оправдывают генитопластику, степень и тип генитопластики, которую следует применять, когда следует проводить генитопластику, и каковы должны быть цели генитопластики. Сам по себе выбор пола не обозначает необходимость немедленной генитопластики; в некоторых случаях хирургическое вмешательство может быть отложено, чтобы позволить ребёнку достичь возраста и зрелости, достаточных для участия в таких решениях. Некоторые исследования предполагают, что ранние операции все ещё могут давать удовлетворительные результаты, в то время как другие показывают, что это маловероятно. Даже операции, которые планируются как одноразовая процедуры, часто приводят к необходимости дополнительных операций в последующем. Рубцы и потеря тканей в результате повторных хирургических процедур вызывают особую озабоченность в связи с предполагаемым негативным влиянием на сексуальную жизнь человека.
Хотя считается, что феминизирующая генитопластика, как правило, проще для достижения приемлемого результата и приводит к меньшим урологическим трудностям, нет никаких доказательств того, что такая генитопластика приводит к лучшему психосоциальному результату. В одном исследовании лица с СЧНкА 3-й стадии, которые были воспитаны мужчинами, оценивали свой образ тела и сексуальную функцию так же, как и те, кто были воспитаны женщинами, даже при том, что у них чаще были гениталии, которые были аномальными по размеру и внешнему виду; более половины участников мужского пола имели длину вытянутого полового члена, которая была ниже в 2,5 раза чем средней показатель, в то время как только 6% участников женского пола имели укороченное влагалище в зрелом возрасте, а участвующие врачи дали более низкую оценку результатам маскулинизирующей генитопластики, чем феминизирующей. Участники мужского и женского пола назвали свои гениталии главным фактором, способствующим их неудовлетворенности своим телом. В двух более крупных исследованиях общим предиктором смены пола была стигматизация, связанная с наличием интерсекс-черт.
Результат маскулинизирующей генитопластики зависит от количества эректильной ткани и степени гипоспадии. Процедуры включают коррекцию искривления полового члена и хорды, реконструкцию мочеиспускательного канала, коррекцию гипоспадии, орхидопексию и удаление остатков мюллеровых протоков, чтобы предотвратить инфекции и недержание. В случаях успешной неофаллопластики во взрослом возрасте, может быть вставлен эректильный протез, хотя это имеет высокий риск к развитию осложнений. Могут потребоваться дополнительные операции для коррекции послеоперационных осложнений, таких как стеноз анастомоза между нативной уретрой и трансплантатом, уретральные свищи и др. Успешная маскулинизирующая генитопластика, проводимая у пациентов с СЧНкА 3 стадии, часто требует многократных операций.
Если феминизирующая генитопластика выполняется в младенчестве, в период полового созревания необходимы дополнительные операции. Процедуры включают уменьшение клитора, лабиапластику, восстановление общего урогенитального синуса, вагинопластику и расширение влагалища нехирургическими методами. Операция по уменьшению клитора сопряжена с риском некроза, а также с риском нарушения половой функции гениталий и, следовательно, не должна проводиться при менее выраженной клиторомегалии. Клиторальная хирургия должна быть сосредоточена на функции, а не на внешнем виде, с осторожностью, чтобы сохранить эректильную функцию и иннервацию клитора. Если СЧНкА представляет общий урогенитальный синус, Американская академия педиатрии в настоящее время рекомендует проводить операцию по отделению мочеиспускательного канала от влагалища в раннем возрасте. Как и в случае с СПНкА, расширение влагалища с использованием нехирургическим методов должно быть рассматриваться как более приоритетный метод по сравнению с хирургическими методами создания неовлагалища, при этом, какой бы метод не был выбран, он не должен выполняться до наступления половой зрелости. Осложнения феминизирующей генитопластики могут включать стеноз влагалища, стеноз мочевого прохода, вагинально-уретральный свищ, травмы мочевыводящих путей и повторную клиторомегалию. Успешная феминизирующая генитопластика, проводимая на людях с СЧНкА 3 степени, часто требует многократных операций, хотя для успешной маскулинизирующей генитопластики обычно требуется больше операций.
Для создания неовлагалища, было разработано множество методов, поскольку ни один из них не является идеальным. Хирургическое вмешательство следует рассматривать только после того, как нехирургические методы не дали удовлетворительного результата. Неовагинопластика может быть выполнена с использованием кожных трансплантатов, сегмента кишечника, подвздошной кишки, брюшины, слизистой оболочки щеки, амниона или твёрдой мозговой оболочки. Успех таких методов должен определяться сексуальной функцией, а не только длиной влагалища, как это делалось в прошлом. Использование сегментов подвздошной кишки или слепой кишки может быть проблематичным из-за более короткой брыжейки, что может вызвать стеноз. Неовагина из сигмовидной ободочной кишки считается самосмазывающейся, без избыточного выделения слизи, по сравнению с неовагиной из тонкой кишки. Вагинопластика может привести к образованию рубцов, что требует дополнительных операций для исправления. Бужирование необходимо в послеоперационном периоде для предотвращения образования рубцов. Другие осложнения включают травмы мочевого пузыря и кишечника. Необходимы ежегодные осмотры, так как неовагинопластика несёт в себе риск развития карциномы, хотя рак неовагины встречается редко. До полового созревания не следует проводить ни неовагинопластику, ни расширение влагалища.

### Гонадэктомия
При СЧНкА, в случае когда присутствует крипторхизм, советуют проводить гонадэктомию из-за высокого (50%) риска злокачественных заболеваний половых клеток. Риск малигнизации, когда яички расположены в мошонке, неизвестен; текущая рекомендация состоит в том, чтобы сделать биопсию яичек в период полового созревания, а в последующем регулярно обследоваться. Заместительная гормональная терапия необходима после гонадэктомии и должна изменяться с течением времени для воспроизведения уровней гормонов, естественным образом присутствующих в организме на различных стадиях полового созревания. Искусственно вызванное половое созревание приводит к такому же, нормальному развитию вторичных половых признаков, скачка роста и накоплению минералов в костях. Женщины с СЧНкА могут иметь тенденцию к дефициту минерализации костей, хотя считается, что это явление распространено меньше, чем обычно при СПНкА. Метод лечения как и при СПНкА.

### Гормональная заместительная терапия
Для лечения недостаточной вирилизации у некоторых, но не у всех мужчин с СЧНкА, используется тестостерон, несмотря на наличие надфизиологического уровня тестостерона на начало лечения. Варианты лечения включают трансдермальные гели или пластыри, пероральный или инъекционный ундеканоат тестостерона, другие инъецируемые сложные эфиры тестостерона, гранулы тестостерона или buccal testosterone systems. Для достижения желаемого физиологического эффекта могут потребоваться супрафизиологические дозы, которых трудно достичь с помощью препаратов инъекционного тестостерона. Добавление экзогенного тестостерона у мужчин без СЧНкА может вызывать различные нежелательные побочные эффекты, включая гипертрофию предстательной железы, полицитемию, гинекомастию, алопецию, акне и подавление гипоталамо-гипофизарно-гонадной оси, что приводит к уменьшению количества гонадотропинов (то есть лютеинизирующего гормона и фолликулостимулирующий гормон) и сперматогенный дефект. Эти эффекты могут вообще не проявляться у мужчин с СНкА или могут проявляться только при значительно более высокой концентрации тестостерона, в зависимости от степени нечувствительности к андрогенам. Те, кто проходит терапию высокими дозами андрогенов, должны наблюдаться у врачей на предмет безопасности и эффективности лечения, включая регулярные обследования молочной железы и простаты. У некоторых людей с СЧНкА достаточно высокое количество сперматозоидов для того, чтобы стать биологическим родителем. Был опубликован по крайней мере, один отчёт о случаях заболевания с описанием фертильных мужчин, которые соответствуют критериям СЧНкА 2 степени (микропенис, гипоспадия и гинекомастия). Был опубликован по крайней мере один отчёт о случаях заболевания, в котором документируется эффективность лечения низкого количества сперматозоидов тамоксифеном у людей с СЧНкА. В нескольких публикациях указывалось, что лечение тестостероном может скорректировать низкое количество сперматозоидов у мужчин с СЛНкА.

### Психологическая помощь
В зависимости от фенотипических особенностей, импотенция и другие сексуальные проблемы, такие как анэякуляция или сексуальные дисфункции, могут быть довольно частыми среди людей с СЧНкА, но не обязательно указывают на низкое либидо. Группы поддержки для людей с СЧНкА могут помочь таким людям, создав более комфортную обстановку для обсуждения такого рода проблем. Некоторые люди с СЧНкА могут стараться избегать интимных отношений из-за страха отторжения; индивидуальная терапия может помочь некоторым преодолеть социальную тревогу и восстановить фокус на межличностных отношениях, а не только на сексуальной функции.

## Общество

### Sentencia SU-337/99
В постановлении SU-337/99 от 12 мая 1999 года Европейский суд изменил ранее принятое решение об информированном согласии на операции на половых органах у детей. Суд вынес решение по делу восьмилетнего ребёнка с неопределёнными гениталиями и синдромом нечувствительности к андрогенам, воспитанного девочкой. Врачи рекомендовали феминизирующие операции, включая гонадэктомию, вагинопластику и клиторопластику до наступления половой зрелости, но больница не стала работать без согласия Колумбийского института семейного благополучия и Управления общественных адвокатов. Мать возбудила дело против Института и Управления общественных адвокатов, стремясь предоставить альтернативное согласие. Мать утверждала, что «способность принимать решения наступит слишком поздно и помешает нормальному психологическому, физическому и социальному развитию ребенка».
Суд отклонил иск матери. Это поставило под сомнение срочность дела, аргументированную медицинскими работниками. Защитники гражданских прав и меньшинство врачей высказались за отсрочку лечения из-за отсутствия доказательств и необратимого характера предлагаемых вмешательств. Суд отметил, что сторонников хирургических вмешательств было больше, чем противников, альтернативы хирургии были не совсем выполнимыми, и качество операций улучшилось, «делая менее вероятным, что сексуальная чувствительность будет разрушена; и медицинское сообщество улучшало общение с родителями». Тем не менее, некоторые врачи отказались отвечать на критику хирургии, в то время как другие сомневались в таком хирургическом подходе.
Суд установил, что конституционная защита права на свободное развитие личности означает, что автономия ребёнка увеличивается с возрастом, включая развитие гендерной идентичности и телесной осведомленности. Суд постановил, что операции на половых органах не должны проводиться у детей старше пяти лет. Было установлено, что многопрофильные команды должны оценивать потребности детей в каждом отдельном случае.
(Ныне несуществующее) Intersex Society of North America заявило, что «решение суда существенно ограничивают способность родителей и врачей прибегать к операциям при рождении детей с неопределенными гениталиями».

## Известные люди
- Исходя из описаний, римский софист и философ Фаворин имел СЧНкА[84][85]
- Тони Бриффа, австралийский политик
- Шон Сайфа Уолл, американский интерсекс-активист
- Смол Люк, гонконгская интерсекс-активистка
- Элиана Рубашкин, новозеландская правозащитница родом из Колумбии
- Аник Сони, британский интерсекс-активист